# Maler
 For alternative betydninger, se Maler (flertydig). (Se også artikler, som begynder med Maler)
En maler er en person, der maler enten håndværksmæssigt eller kunstnerisk. Sidstnævnte kaldes kunstmaler.
Håndværksmalere arbejder inden for malerfaget, der igen opdeles i mange snævre specialer som bygningsmaler, dekorationsmaler, porcelænsmaler med en glidende overgang til industrimalere som autolakerer og skibsmaler.
En bygningsmaler behandler og maler murværk, træværk og metalflader. Ud over materialevalg og maleteknik har bygningsmaleren viden om farver, former og stil. Nogle bygningsmalere kan desuden imitere marmor og træsorter: marmorere og ådre. 
I Danmark findes fagorganisationen Danske Malermestre.  